# Pihalni orkester Ljubljana
Pihalni orkester Litostroj je pihalni orkester s sedežem v ljubljanski Šiški.
Vodi ga dirigent Damjan Tomažin.
Maja 2022 se je preimenoval v Pihalni orkester Ljubljana.

## Zgodovina
Pihalni orkester Litostroj je bil ustanovljen leta 1950 pod imenom Mladinska godba Litostroj.
Pod tem imenom je nastopal več kot dve desetletji, potem pa se je leta 1971 preimenoval v Pihalni orkester Litostroj.
Najdlje je orkester vodil Leander Pegan, leta 1977 pa je njegovo vlogo prevzel Blagoje Ilić.
Pod dirigentsko palico teh dveh dirigentov je orkester prepotoval dobršen del srednje Evrope, izdal pa je tudi malo ploščo.
Leta 1987 je dirigentsko palico prevzel Marjan Stropnik.
Za sodelovanje v orkestru je navdušil mnogo mladih glasbenikov, ob tem pa poskrbel tudi za sodobnejši repertoar po zgledu sodobnih evropskih pihalnih orkestrov – velik poudarek je dal koncertnemu programu za razliko od prej najpogosteje izvajanih koračnic.
Rezultat novega načina dela je bil kmalu viden: na desetem tekmovanju pihalnih orkestrov leta 1989 je orkester osvojil zlato plaketo za koncertni program, naslednje leto pa so posneli še kaseto.
V letih 1994 do 1996 je orkester vodil Edvard Eberl, v letih 1997 in 1998 pa Tomaž Grintal.
Do oktobra 2006 je orkester vodil izkušeni profesor Franc Gornik, od leta 2006 do 2021, torej kar 15 let, pa je orkester vodil Gregor Vidmar, ceremonialni dirigent v Orkestru Slovenske vojske.
Od avgusta 2021 orkester igra pod taktirko Damjana Tomažina.

## Dirigenti orkestra
- Leander Pegan (1950–1977)
- Blagoje Ilić (1977–1987)
- Marjan Stropnik (1987–1994)
- Edvard Eberl (1994–1996)
- Tomaž Grintal (1997–1998)
- Franc Gornik (1998–2006)
- Gregor Vidmar (2006–2021)
- Damjan Tomažin (2021–danes)

## Članstvo
Orkester trenutno šteje preko 40 članov, ki igrajo pihala, trobila in tolkala.
Predsednik Kulturnega društva Pihalni orkester Ljubljana je Matej Gostič.

## Repertoar
Repertoar Pihalnega orkestra Ljubljana je izredno raznolik: od klasike do modernih skladb, od Glenna Millerja do Avsenikov, seveda pa izvaja tudi koračnice, ki so vedno del obveznega programa vsake pihalne godbe.
Vsako leto priredi dva večja koncerta, premiernega spomladi ter božično-novoletnega v času veselega decembra, kjer izvaja koncertni program.
Poleg tega ima vsako leto tudi do 50 večjih in manjših nastopov ter promenadnih koncertov, kjer izvaja tako resne kot zabavne skladbe, zimzelene melodije in koračnice.

## Diskografija
- Pihalni orkester Litostroj – Ob 35-letnici, dirigent Blagoje Ilić (DISCOGS) (plošča, Helidon, 1985)